# Manuel Uribe
Manuel Uribe (ur. 11 czerwca 1965 w Monterrey, zm. 26 maja 2014) – z zawodu mechanik, mieszkaniec Monterrey w Meksyku, jeden z najcięższych ludzi w historii medycyny (według podawanych przezeń danych najwyższa jego masa przekraczała 580 kg, według innych źródeł osiągnął nawet 597 kg).
Z otyłością zmagał się już od wczesnej młodości: jako dziewiętnastolatek ważył ponad 120 kg, dwukrotnie potem przeszedł abdominoplastykę (w 1996 i 2000). 
W styczniu 2006, ważąc około 560 kg, zwrócił się poprzez meksykańską telewizję z apelem o pomoc w przywróceniu normalnej masy. Dzięki pomocy dietetyków w ciągu dwóch następnych lat udało mu się zredukować masę do około 360 kg w październiku 2008 roku; wówczas, 26 października, Manuel Uribe ożenił się ze swoją przyjaciółką z lat młodości Claudią (fryzjerka), choć nadal – od 2001 roku – nie był w stanie opuścić swego łóżka. W lutym 2012 roku ważył 200 kg.
Manuel Uribe cieszył się zainteresowaniem mediów, na kanwie jego walki z otyłością zrealizowane zostały m.in. filmy dla Discovery Channel.